# Католицизм в Уругвае
Католическая церковь Уругвая — часть всемирной Католической церкви. Католицизм — наиболее распространённое вероисповедание жителей страны. Согласно справочнику ЦРУ The World Factbook католики составляют 47,1 % населения страны, то есть около 1,56 миллиона человек. Справочник catholic-hierarchy.org приводит цифру 72,9 % и 2,3 миллиона католиков.

## Структура
В настоящее время Католическая церковь в Уругвае объединена в архиепархию-митрополию Монтевидео, суффраганными по отношению к которой являются 8 епархий. Епископы Уругвая объединены в национальную Конференцию католических епископов.
- Архиепархия Монтевидео
  - Епархия Канелонеса;
  - Епархия Мальдонадо-Пунта-дель-Эсте-Минаса;
  - Епархия Мело;
  - Епархия Мерседеса;
  - Епархия Сальто;
  - Епархия Сан-Хосе-де-Майо;
  - Епархия Такуарембо;
  - Епархия Флориды.

Главой Католической церкви в Уругвае является архиепископ Николас Котуньо Фаницци, возглавляющий митрополию Монтевидео. Главный собор страны — Собор Непорочного зачатия и Святых Филиппа и Якова в Монтевидео. Почётный статус «малой базилики» носят 5 церквей: кафедральные соборы Сан-Хосе-де-Майо, Флориды и Сальто, а также базилика Пресвятой Девы Розария в городе Пайсанду и базилика Пресвятых Даров в Колония-дель-Сакраменто, которая, кроме того, включена в Список объектов Всемирного наследия ЮНЕСКО в Уругвае.
По данным справочника catholic-hierarchy.org в Уругвае насчитывается 459 священников, 382 монаха, 1089 монахинь, 76 постоянных диаконов и 226 приходов.

## История
Католицизм в Уругвае начал распространяться в результате миссионерской деятельности испанских колонизаторов с XVII века. В 1830 году был основан апостольский викариат Монтевидео, в 1878 году он был преобразован в ординарную епархию. В 1897 году были образованы епархия Мело и епархия Сальто, а диоцез Монтевидео получил статус архиепархии. В XX веке были основаны ещё семь епархий.
Конституция 1830 года объявляла католицизм государственной религией Уругвая, однако конституция 1917 года провозгласила светский характер государства и отделения Церкви от него. Несмотря на это, Католическая церковь имеет большое влияние на общественные процессы в стране.
C 1939 года существуют полноценные дипломатические отношения между Уругваем и Святым Престолом, в Монтевидео функционирует нунциатура. Дважды, в 1987 и 1988 годах Уругвай посещал с визитом папа римский Иоанн Павел II.